# Fritz von Below
Pour les articles homonymes, voir Below.
Fritz Wilhelm Theodor Karl von Below est un général allemand né le 23 septembre 1853 et décédé le 23 novembre 1918. Il participe à la première Guerre mondiale, il commande des troupes lors de la bataille de la Somme, la bataille du Chemin des Dames puis à l'offensive allemande contre les Britanniques en 1918.

## Biographie

### Premières années
Fritz von Below est né le 23 septembre 1853 à Dantzig. Il est issu de la famille noble von Below (de) de Mecklembourg-Poméranie. Il fait partie du corps des cadets, en 1873 il intègre avec le grade de sous-lieutenant le 1er régiment à pied de la Garde. En 1906, il est promu quartier-maître général de l'état-major général. En 1908, il commande de la 1re division de la Garde. Le 13 septembre 1912 il est promu général d'infanterie et prend le commandement du 21e corps d'armée, cantonné à Sarrebruck.

### Première Guerre mondiale
Le 20 août 1914 au début de la Première Guerre mondiale, Fritz von Below dirige avec succès le XXIe corps d'armée lors de la bataille de Lorraine au centre du dispositif de la 6e armée dirigée par Rupprecht de Bavière. En octobre 1914, le XXIe corps d'armée est transféré à la 2e armée dirigée par Karl von Bülow pendant la course à la mer dans la région d'Arras. À partir de 1915, le XXIe corps d'armée est envoyé en Prusse-Orientale. Ce corps d'armée fait partie de la 10e armée du général Hermann von Eichhorn et prend part à la seconde bataille des lacs de Mazurie. Le 3 avril 1915, le général Oskar von Hutier prend le commandement du XXIe corps d'armée.
Le 4 avril 1915, Fritz von Below est envoyé sur le front de l'Ouest. Il prend le commandement de la IIe armée allemande qui supporte en juillet la bataille de la Somme. Le 18 juillet 1916, la 2e armée est scindée en deux groupes et Fritz von Below en perd le commandement. La IIe armée perd les troupes situées au nord du champ de bataille de la Somme pour être regroupées au sein de la 1re armée reformée pour l'occasion commandée par Fritz von Below. Le reste de la 2e armée allemande est dirigé par le général d'artillerie Max von Gallwitz. Ce dernier est de plus chargé de la coordination entre les deux armées allemandes.
En juin 1918, Fritz von Below participe à l'attaque allemande sur l'Aisne à la tête de la 9e armée. Le 7 août 1918, il est mis en réserve puis définitivement à la retraite en novembre 1918. Il meurt le 23 novembre 1918 à Weimar.

### Distinctions et honneurs
Fritz von Below reçoit le 11 août 1916 la distinction pour le Mérite avec les feuilles de chêne.

### Famille
Fritz von Below est le fils du général Ferdinand von Below (1812-1870) et de sa femme Thérèse, née Mauve (de) (1823-1895). Le futur général allemand de l'infanterie Ernst von Below est son frère cadet. Il est le cousin d'Otto von Below, un général allemand qui sert sur les fronts de l'est, l'ouest et italien.